# Kanadalärk
Kanadalärk (Larix laricina) är en tallväxtart som först beskrevs av Du Roi, och fick sitt nu gällande namn av Karl Heinrich Koch. Kanadalärk ingår i släktet lärkar, och familjen tallväxter. IUCN kategoriserar arten globalt som livskraftig. Arten förekommer tillfälligt i Sverige, men reproducerar sig inte. Inga underarter finns listade i Catalogue of Life.
Arten förekommer i nästan hela Kanada med undantag av de nordligaste och västligaste regionerna. Vid Stora sjöarna når den även nordöstra USA söderut till Massachusetts. En avskild population hittas i Alaska. Kanadalärk växer i låglandet och i låga bergstrakter upp till 1220 meter över havet. Trädet ingår i skogar i den tempererade zonen samt i den angränsande subarktiska zonen. Det kan växa i barrskogar och i blandskogar.

## Bildgalleri

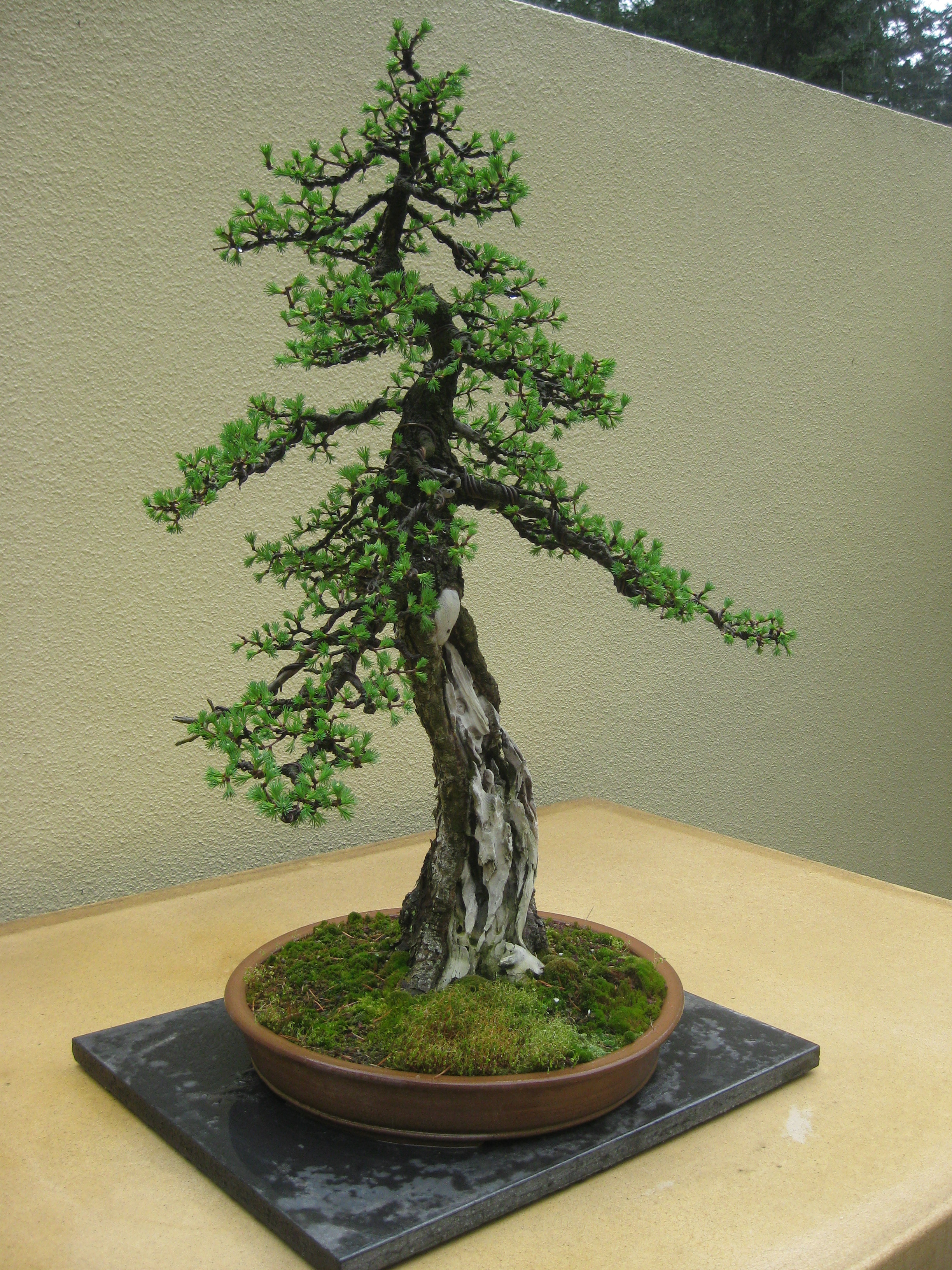
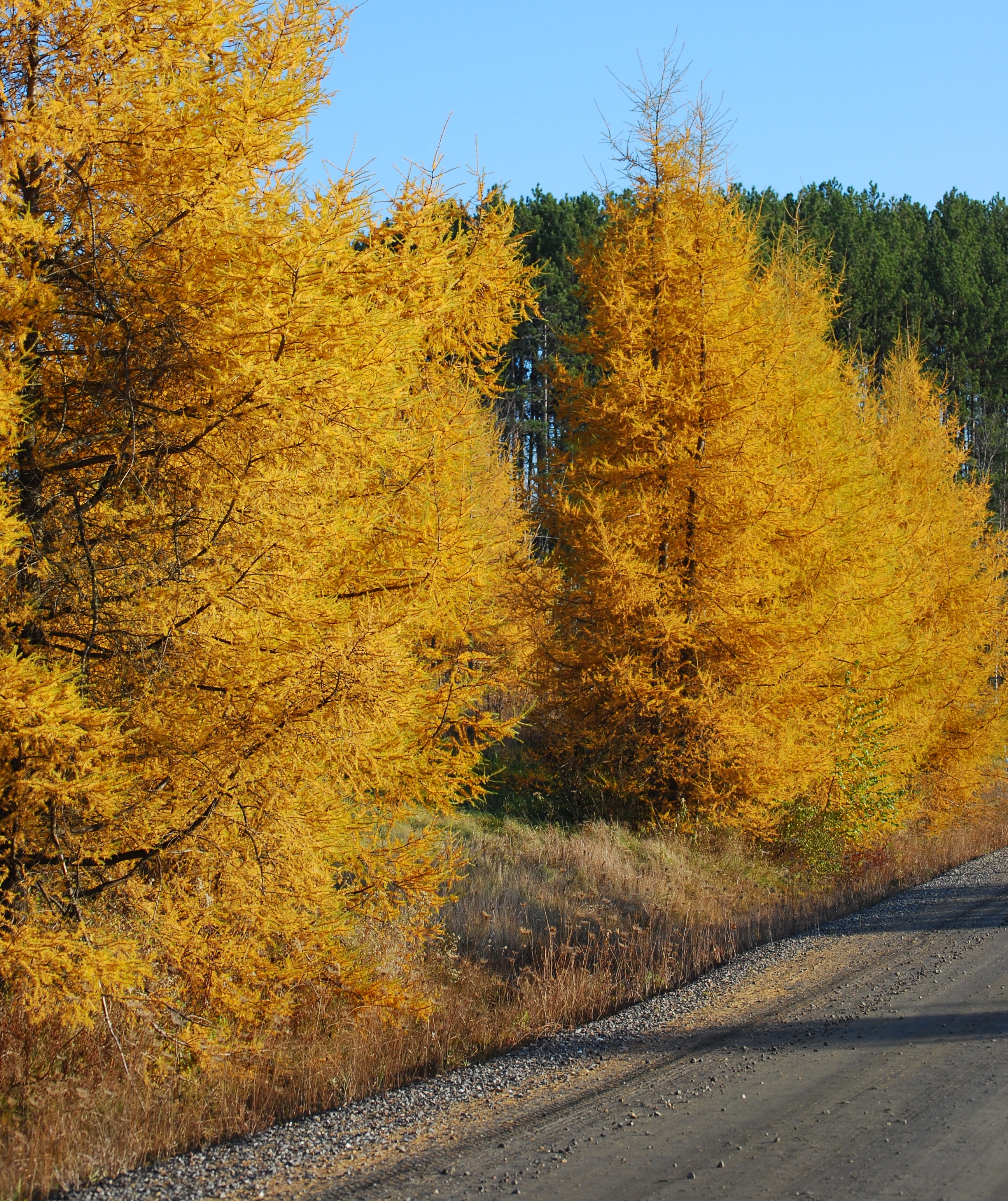
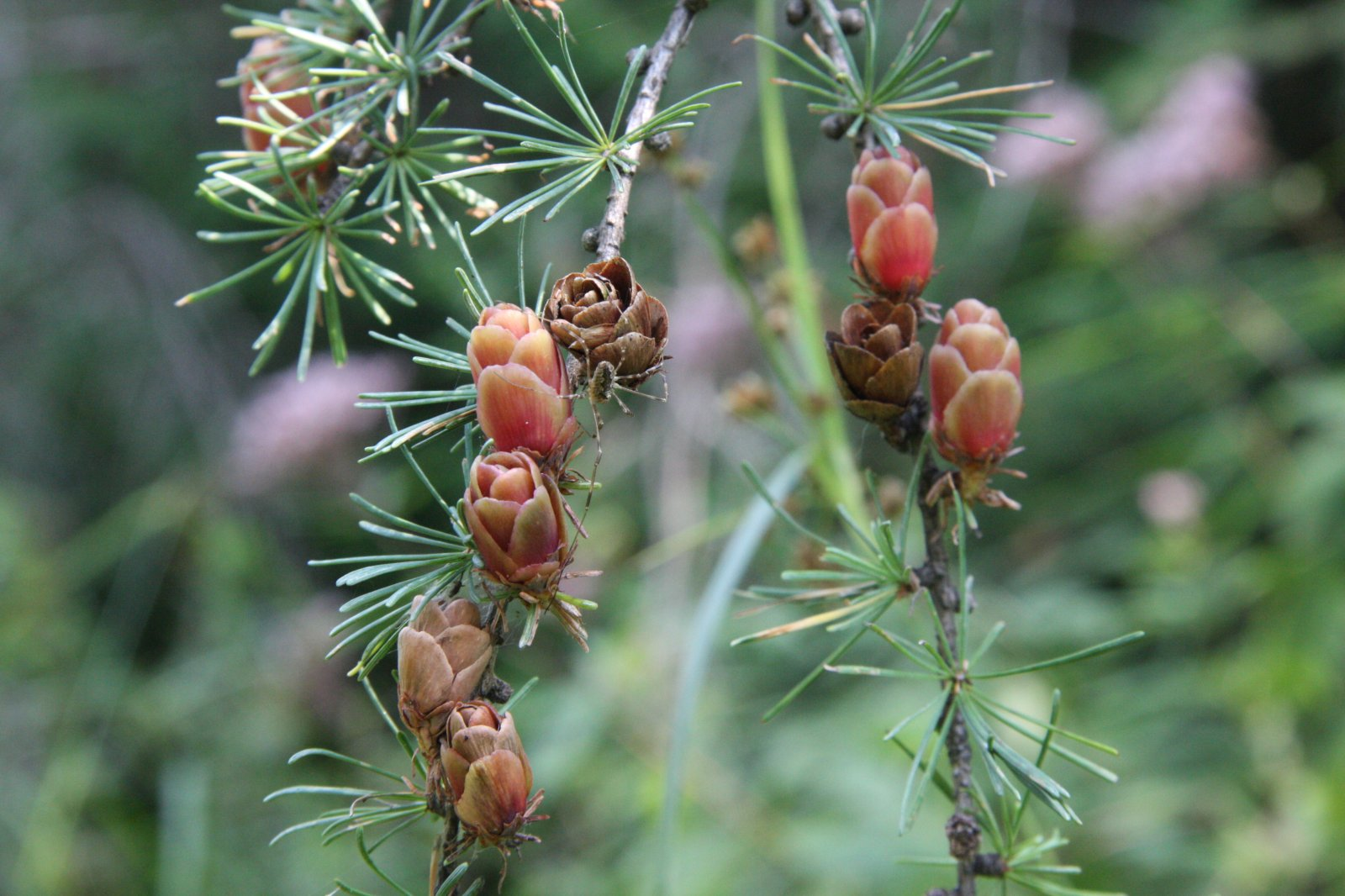
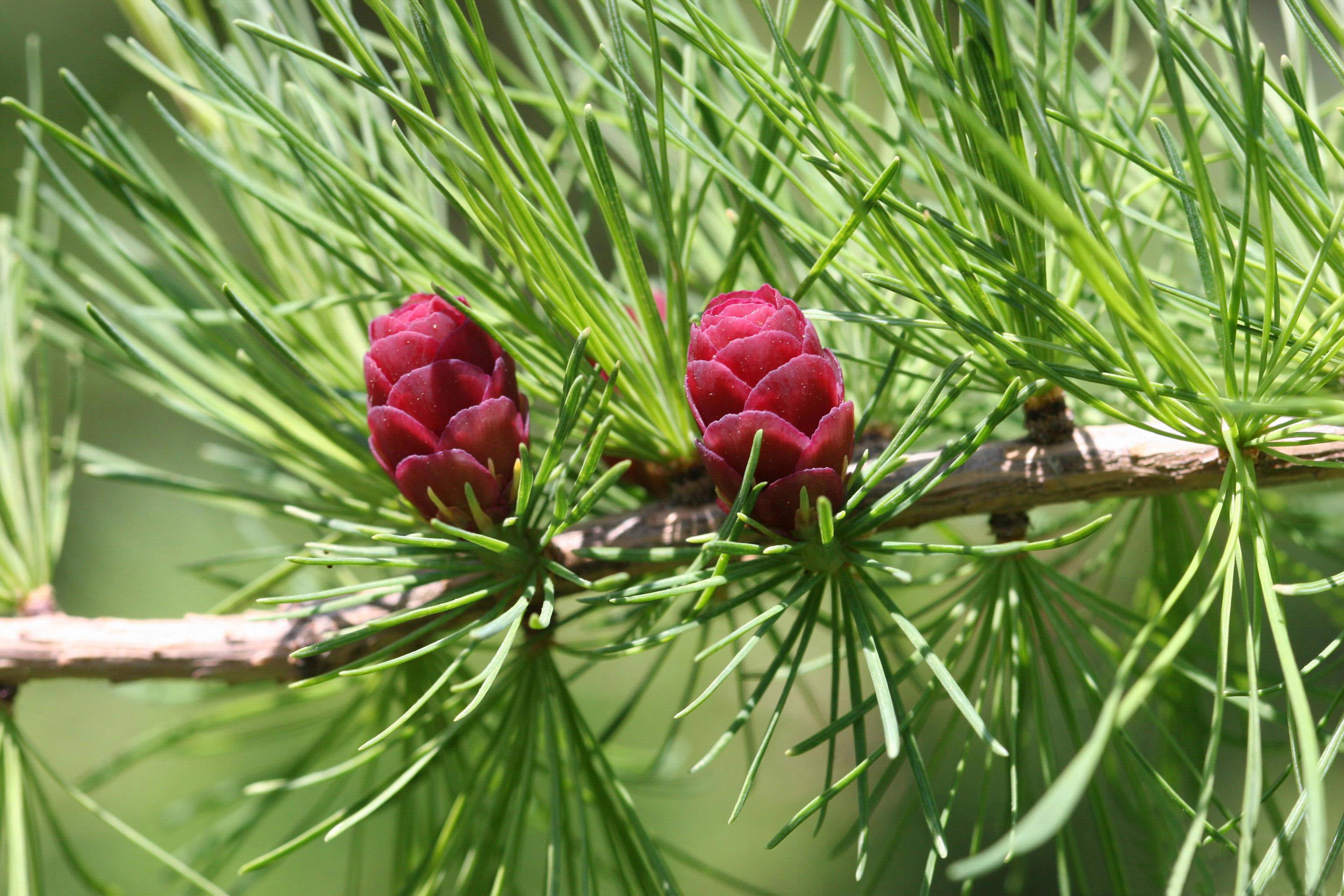
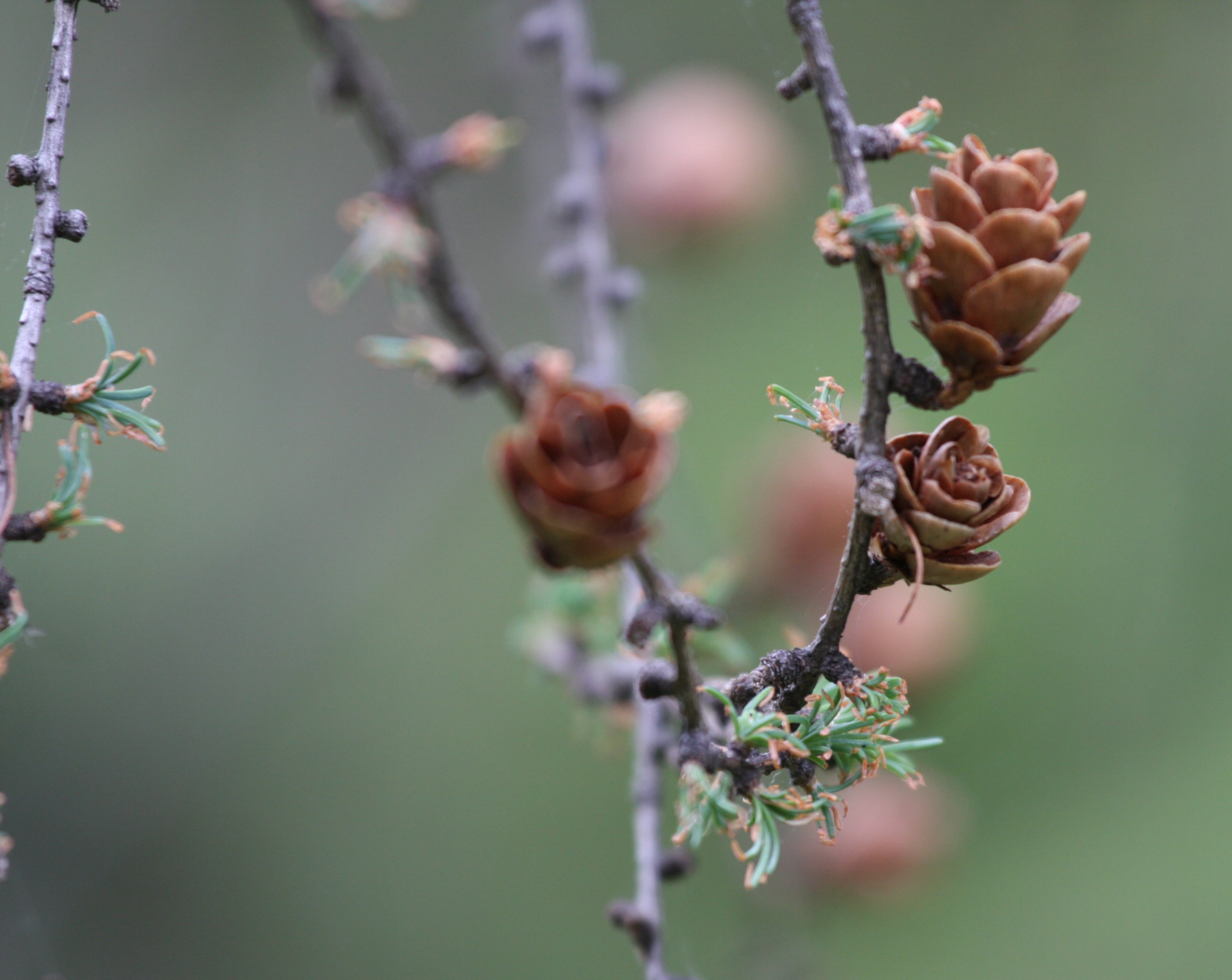
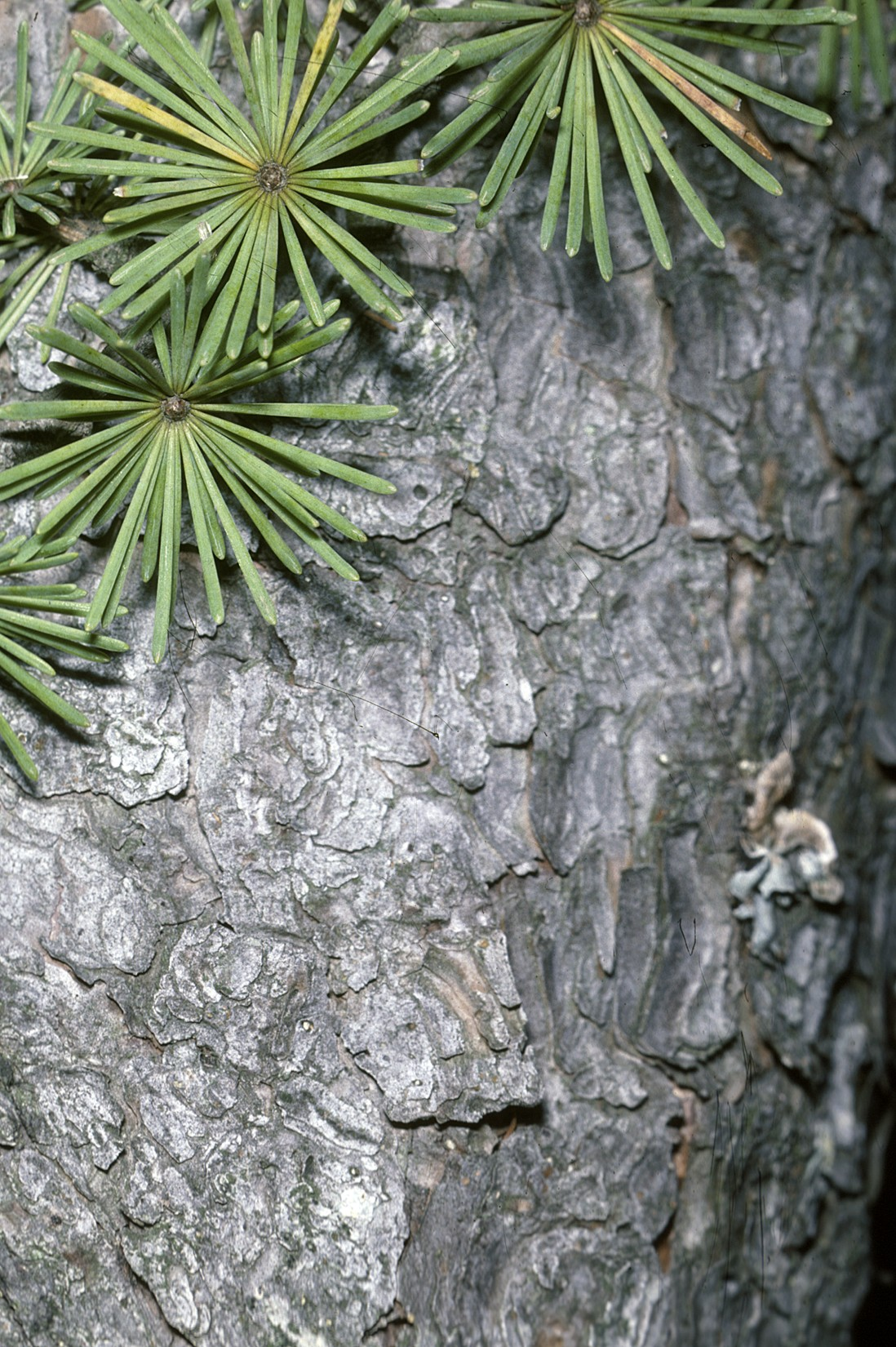